# Éric XI de Suède
Éric XI ou Éric le Bègue-Boiteux (Erik Eriksson et Erik läspe och halte en suédois), né vers 1216 et mort le 2 février 1250, est roi de Suède de 1222 à 1229 et de 1234 à 1250.

## Biographie
Éric XI Eriksson surnommé Läspe (c'est-à-dire le bègue) est le fils posthume du roi Éric X de Suède et de Richardis de Danemark. Il devient roi à 6 ans après la disparition de Johann Ier, le dernier membre de la dynastie de Sverker Ier. S'il n'a plus de rivaux dans cette famille, il en trouve dans la sienne. Après que les partisans du jeune roi qui est également connu sous le sobriquet de Halte (c'est-à-dire le boiteux) avaient été vaincus le 28 novembre 1229 à « Olustrom » par son cousin Knut Lange, il doit se réfugier au Danemark.
Après la mort de Knut Lange, lorsque Éric XI retrouve son trône, il laisse la réalité du pouvoir aux puissants jarls qu'il nomme : Dans un premier temps Ulf Karlsson Fasi (mort en 1248)  ensuite Birger Magnusson tous deux issus de la famille des Folkungar. Le second est par ailleurs l'époux depuis 1235/1240 de sa sœur aînée Ingeborg Eriksdatter.
Birger Jarl prend la tête d'un expédition au Tavastland en 1238-1239 d'abord victorieux il est battu en 1240 sur les bords du fleuve Néva par les russes du prince Alexandre Iaroslavitch de Novgorod qui y gagne son surnom de « Nevski ».
En 1247, le roi Éric doit encore faire face aux prétentions d'un fils de Knut Lange, Holmger Knutsson qui est vaincu avec ses partisans lors d'un combat à Sparrsätra près d'Enköping en Uppland.
Le prétendant s'enfuit au Gästrikland avant d'être pris et décapité l'année suivante. Les troubles perdurent jusqu'à l'exécution de son frère Filip Knutsson en 1251.
En 1248, le roi reçoit également le cardinal Légat du pape Guillaume de Sabine venant de Norvège où il a participé au couronnement du roi Håkon IV Haakonsson. L'assemblée de Skänninge proclame à cette occasion une nouvelle fois, l'obligation du célibat pour les clercs et organise les premiers chapitres cathédraux Le roi meurt en 1250 et il est inhumé dans l'abbaye de Varnhem

## Postérité
Éric n'ayant pas d'enfant de Katarina Sunasdotter (+1252), fille du jarl Sune Folkasson et de la princesse Elin, et petite fille de Sverker II le Jeune, qu'il avait épousée en 1244 ; le trône revient à sa mort le 2 février 1250 à son neveu Valdermar Birgersson, le fils du jarl Birger.